# Cantone di Atacames
Il cantone di Atacames è un cantone dell'Ecuador che si trova nella provincia di Esmeraldas.
Il capoluogo del cantone è Atacames, altre località sono  Sua, Tonsupa e  Tonchigue.